# Haselbachtal
Haselbachtal (alt sòrab: Haslowk dołk) és un municipi alemany que pertany a l'estat de Saxònia. Es troba a 7 kilòmetres de Kamenz i a 35 kilòmetres de Dresden. Comprèn les viles de Bischheim, Häslich, Gersdorf, Möhrsdorf, Reichenau, i Reichenbach.